# Mathis Lussy
Mathis Lussy, född 8 april 1828 i Stans, död 21 januari 1910, var en schweizisk-fransk musikolog.
Lussy var länge musiklärare i Paris och utgav skrifter, i vilka han dels försökte göra pianospelets teknik till ett tankearbete i stället för en torr mekanik (Exercises de mécanisme, 1863), dels försökte filosofiskt förklara det musikaliska uttryckets element (Traite de l'expression musicale, 1873; sjunde upplagan 1897). År 1880 erhöll han tillsammans med Ernest David det av Parisakademien utsatta priset för den bästa bearbetningen av notskriftens historia (Histoire de la notation musicale, utgiven 1882). År 1902 bosatte han sig i Montreux. Vidare utgav han L'anacrouse dans la musique moderne (1903).